# Атака на Дюренби
Атака на Дюренби (англ. Attack on the Dureenbee) — нападение японской подводной лодкой I-175 на траулер Dureenbee 3 августа 1942 года у города Моруя, Новый Южный Уэльс. В результате нападения погибли три человека, а корабль был сильно повреждён и вскоре сел на мель. Хотя этот инцидент и был назван военным преступлением, союзные подводные лодки проводили подобные атаки во время Второй мировой войны.

## Предыстория
Дюренби — траулер, водоизмещением в 223 тонн, построенный в 1919 году. В 1942 году собственником Дюренби являлась компания Кэм энд Санс и судно вело свою деятельность у южного побережья Нового Южного Уэльса. Вооружения на борту не было. Капитаном судна был Уильям Рид — служащий Королевских ВМС, на борту ещё присутствовало десять членов экипажа.
В середине 1942 года у восточного побережья Австралии действовали две группы японских подводных лодок. Первая группа прибыла в мае и осуществила нападение на Сидней-Харбор. Впоследствии эти же группа атаковала торговые судна вплоть до конца июня. Вторая группа из трёх японских подводных лодок в составе I-11, I-174 и I-175 начала работу в середине июля.
I-175 покинула базу японцев на Кваджалейне в центральной части Тихого океана 8 июля 1942 года и направилась в Австралию. Для I-175 эта операция стала уже четвёртой. Единственным судном, которое I-175 потопила, было торговое судно США Mainini, произошло это 17 декабря 1941 года. 24 декабря 1941 года подводная лодка атаковала также военно-морскую базу Пальмира.
23 июля I-175 торпедировала австралийское торговое судно Allara в 32 км от Ньюкасла. Экипаж судна успешно покинул корабль, однако тот так и не потонул и был позднее отбуксирован в Ньюкасл. На следующий день подводная лодка торпедировала и повредила австралийское торговое судно Murada в 132 км к северо-востоку от Ньюкасла. 26 июля I-175 была атакована кораблём HMAS Cairns и ушла южнее. Два дня спустя подводная лодка потопила французское торговое судно Cagou в 260 км к северо-востоку от того же Ньюкасла, после чего отправилась ещё дальше на юг.

## Атака
Примерно в 01:30 ночи 3 августа Dureenbee наткнулся на I-175. В это время подводная лодка находилась на поверхности для подзарядки аккумуляторов. Экипаж корабля, однако, врага не заметил.
I-175 открыла огонь по Dureenbee из артиллерии. Первый снаряд в цель не попал и разорвался в море. Экипаж Дюренби понял, что траулер попал под атаку, радист судна отправил сигнал бедствия. Японцы открыли огонь по траулеру уже из пулемётов, уничтожив радиорубку и серьёзно ранив радиста. Следом по кораблю были выпущены ещё два снаряда, оба попали в цель: был уничтожен мостик и повреждён двигатель, таким образом, судно было обездвижено.
После первого удара Рид попытался связаться с японскими моряками, прокричав: «Не стреляйте! Мы всего лишь обычный траулер», но японцы продолжили атаку и в течение следующих 45 минут I-175 кружил вокруг траулера. Всё это время артиллерия субмарины продолжала вести огонь по кораблю. Затем подводная атаку вести перестала.
После того, как I-175 ушла, Рид несколько раз выстрелил из сигнального пистолета. К тому моменту один из членов экипажа уже был мёртв, двое других серьёзно ранены. Все остальные моряки получили менее тяжёлые травмы.
В 02:30 утра члены добровольческого корпуса Моруя направили на место атаки траулер Mirrabooka в качестве спасательного судна. В 06:20 утра Dureenbee был замечен самолётами ВВС Австралии. Один из тяжело раненых моряков погиб на борту Mirrabooka, а другой скончался в больнице несколькими днями спустя.

## Последствия
Dureenbee начали искать уже утром 4 августа. Mirrabooka был также использован и в этой операции. В конце концов траулер был найден на мели в Бэйтманс-Бэй. Попытка отбуксировать Dureenbee оказалась неудачной, более того, на мель чуть не сел и Mirrabooka, понадобилась помощь ещё одного траулера Erina. Больше никто не пытался вызволить судно, а местные рыбаки умудрились снять оборудование с затонувшего корабля, прежде чем он затонул.
После этого нападения I-175 направилась на север и заняла позицию к югу от Джервис-Бэй. 7 августа ей было приказано прекратить патрулирование у Австралии и она была переправлена к Сан-Кристобалю на Соломоновы острова, после начала битвы за Гуадалканал. Через пять дней два американских самолёта атаковали и повредили I-175 в 270 км к юго-западу от Сан-Томе и она направилась на ремонт. Прибыла в Рабаул 17 августа.
Три жертвы японской атаки были похоронены на кладбище Моруя. Траулер до сих пор покоится в море.
Атаку на Дюренби назвали «убийством и пиратством в открытом море». В послевоенные годы исследователи назвали атаку «варварством». Однако подводные лодки союзников проводили множество подобных атак на японские рыболовные суда, полагая, что они являются частью японской военной машины. В 2017 году местный историк-любитель отметил, что Dureenbee, например, кормило австралийских солдат.